# Gerhard Mensching
Gerhard Mensching (* 11. Oktober 1932 in Riga, Lettland; † 8. Januar 1992 in Bochum) war ein deutscher Schriftsteller, Puppenspieler und Germanist.

## Leben
Mensching wurde als ältester Sohn des Religionswissenschaftlers Gustav Mensching und seiner Frau Erika in Riga (Lettland) geboren, wo sein Vater Professor für Religionsgeschichte an der Staatsuniversität war. Sein jüngerer Bruder ist der Philosoph Günther Mensching. 1936 zog die Familie nach Bonn. Hier besuchte Mensching von 1939 bis 1942 die Volksschule und anschließend das Beethoven-Gymnasium. Nach dem Abitur studierte er von 1953 bis 1961 zunächst Germanistik, dann Rechtswissenschaft in Bonn und Berlin, später wieder Germanistik, Allgemeine Sprachwissenschaft und Vergleichende Religionswissenschaft in Bonn. 1961 wurde er hier bei Wilhelm Grenzmann und Benno von Wiese mit einer Arbeit über „Das Groteske im modernen Drama“ zum Dr. phil. promoviert. Er war von 1963 bis 1965 Dozent an der Universität Münster und wechselte dann an die Ruhr-Universität Bochum, wo er über zwanzig Jahre, anfangs als Dozent, später als Akademischer Oberrat, am Germanistischen Institut tätig war und unter anderem die Werke des mit ihm befreundeten Tankred Dorst herausgab. Wesentlicher Teil seiner Lehrtätigkeit waren Übungen zum kreativen Schreiben, Theater und Puppenspiel.
Mensching engagierte sich schon während seiner Studienzeit für das Puppenspiel und führte 1957 erstmals ein Marionettenstück in Bonn auf. 1958 präsentierte er gemeinsam mit seiner Frau Kathrin das „Taschentheater“, eine Form des Puppenspiels, bei dem die Hände durch auf den Finger gesteckte Holzkugeln als Köpfe und Handschuhe als Kostüm zu Puppen wurden, die er in einer eigens dafür erfundenen Kunstsprache parlieren ließ. Für das „Taschentheater“ schrieb Mensching bis 1990 zahlreiche Szenen, mit denen er im In- und Ausland auftrat. Im Fernsehen wirkte er als Puppenspieler in Kindersendungen wie der Sendung mit der Maus, „Tim und der Löwe“ und der Serie Lemmi und die Schmöker mit, in der er die Figur des Bücherwurms Herr Lehmann spielte und sprach. Gemeinsam mit Gerd Ruge konzipierte er die Sendung „UNICEF hat Geburtstag“. Von 1977 bis 1979 war Mensching Vorstandsmitglied der UNIMA (Union Internationale de la Marionnette), von 1976 bis 1985 Präsident des Deutschen Bundes für Puppenspiel. Zudem spielte Mensching diverse Hauptrollen bei Inszenierungen der Studiobühne in Bochum.
1982 veröffentlichte Mensching seinen ersten Roman Löwe in Aspik im Haffmans Verlag, in dem in den neun Jahren bis zu seinem Tod vier weitere Romane und zwei Sammlungen von Erzählungen sowie postum der Sammelband Komm rüber erschienen. Daneben schrieb Mensching vier Kinderbücher, die im Otto Maier Verlag Ravensburg erschienen, darunter die „Gespensterfreund“-Trilogie, sowie Hörspiele. Merkmale seiner Bücher sind die Neigung zum Sprach- und Gedankenspiel sowie erotische, kriminalistische, groteske und phantastische Elemente. Joachim Wittkowski beschreibt „literarisches Spiel und allgegenwärtige Erotik“ sowie die Durchdringung von Fiktion und Realität als Konstanten in Menschings Werk. 1989 war Mensching erster Träger des Literaturpreises der Lese- und Erholungsgesellschaft Bonn.
Gerhard Mensching starb in der Nacht vom 7. zum 8. Januar 1992 mit 59 Jahren an den Folgen eines Herzinfarkts. Er war verheiratet mit Kathrin Mensching.

## Werke
- Löwe in Aspik. Ein heiterer (in späteren Auflagen: lustvoller) Roman. Haffmans, Zürich 1982.
- Rotkäppchen und der Schwan. Drei erotische Humoresken. Haffmans, Zürich 1984.
- Der Gespensterfreund. Mit Illustrationen von Ute Krause. Otto Maier, Ravensburg 1987.
- Die Insel der sprechenden Tiere. Haffmans, Zürich 1987 (Hörspielbearbeitung 1990).
  - dto. als TB mit 25 Illustrationen von Nikolaus Heidelbach, dtv/Reihe Hanser, München 2001.
- Der Bauch der schönen Schwarzen. Kriminalroman. Haffmans, Zürich 1988.
- Der Gespensterfreund und die Verschwörer. Mit Illustrationen von Ute Krause. Otto Maier, Ravensburg 1988.
- E. T. A. Hoffmanns letzte Erzählung. Roman. Haffmans, Zürich 1989.
- Der Gespensterfreund auf Reisen. Mit Illustrationen von Ute Krause. Otto Maier, Ravensburg 1989.
- Die violetten Briefe. Drei kriminelle Novellen. Haffmans, Zürich 1989.
- Die abschaltbare Frau. Roman. Haffmans, Zürich 1991.
- Großvaters Geschichten vom Nilpferd und von der Raupe. Otto Maier, Ravensburg 1991.
- Komm rüber. Erotische, kriminelle, sagenhafte und futuristische Erzählungen nebst einem Einakter. Haffmans, Zürich 1994.